# Campanha do Piquissiri
A campanha do Piquissiri ou campanha de Assunção refere-se a quarta fase da Guerra do Paraguai que durou de agosto de 1868 a janeiro de 1869. 
Após o parcial sucesso paraguaio da campanha do Mato Grosso e as derrotas na campanha de Corrientes e, posteriormente, na longa e sangrenta campanha de Humaitá, o presidente Francisco Solano López fez recuar as tropas para defender a linha do rio Tebicuary, retirando seu exército para uma linha defensiva muito mais próxima da capital do Paraguai, no córrego Piquissiri. Um núcleo de baterias costeiras, perto da cidade de Angostura, barrou o avanço dos invasores pelo rio Paraguai. As tropas brasileiras conseguiram evitar a barragem de artilharia encontrando uma passagem no lado direito do rio e surpreenderam o exército inimigo por trás; as forças paraguaias foram derrotadas e López foi forçado a evacuar Assunção, que foi ocupada em janeiro de 1869. 
Os ocupantes instalaram um governo fantoche na cidade, enquanto López foi forçado a recuar para o interior do país.

## Contexto
A guerra do Paraguai iniciou-se com a invasão do Brasil e da Argentina perpetrada pelo Paraguai após a invasão dos dois primeiros na guerra civil que eclodiu no Uruguai, uma intervenção que ameaçou alterar o equilíbrio estratégico de toda a região. Do ponto de vista paraguaio, a ruptura do equilíbrio preexistente colocou em risco sua autonomia econômica e dificultou a manutenção das áreas fronteiriças disputadas.
A guerra estourou quando em Assunção chegou a notícia de que o exército brasileiro havia invadido o Uruguai, desconsiderando o ultimato paraguaio. Em resposta, o exército paraguaio invadiu a província brasileira de Mato Grosso, isolada do resto do império; a campanha alcançou sucesso rápido, e em dois meses a maior parte do território ficou sob o controle das forças de Assunção.

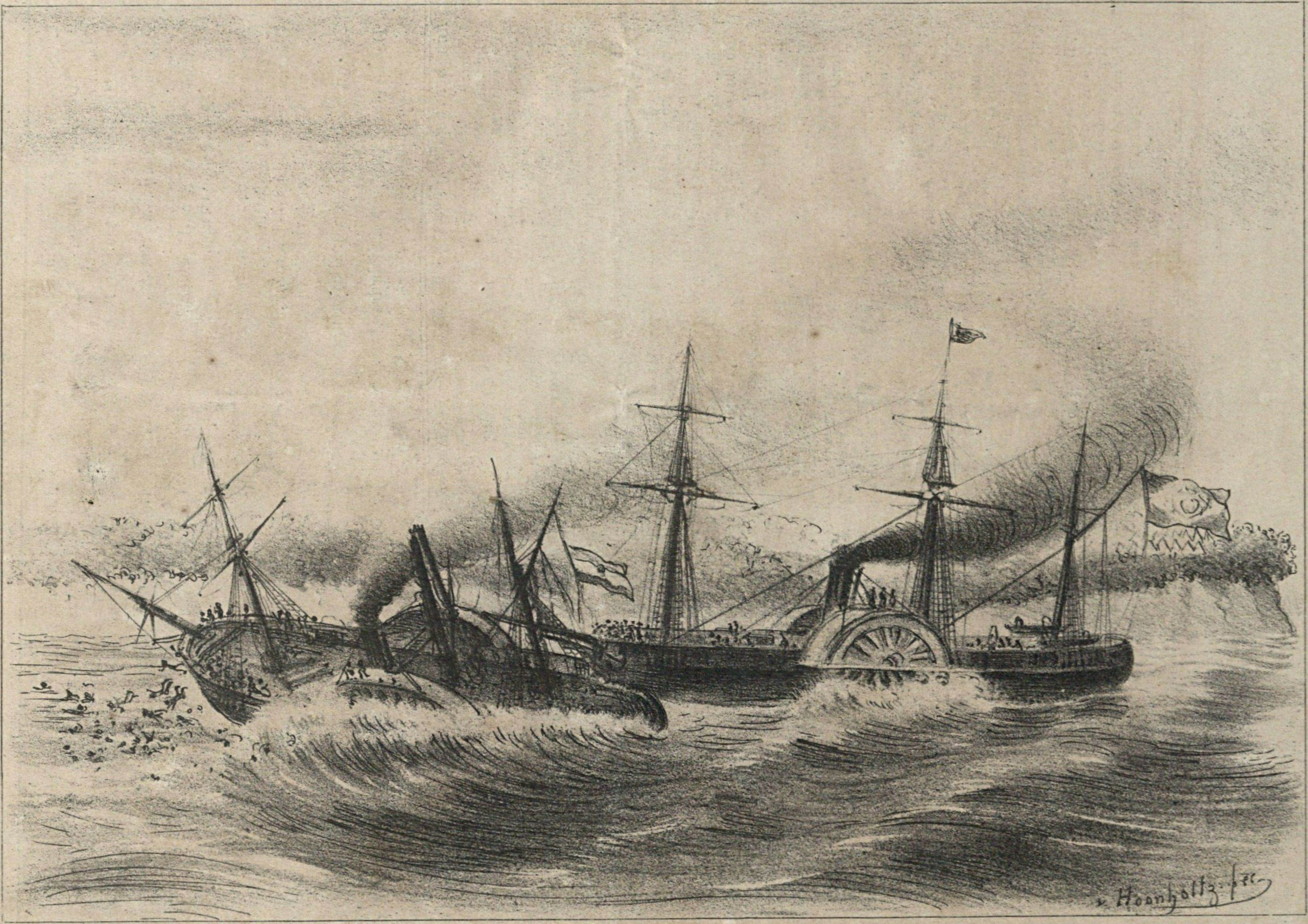
Batalha do Riachuelo.

Mais tarde, o presidente López pediu ao presidente argentino Bartolomé Mitre que autorizasse a travessia das províncias de Corrientes e Entre Ríos para atacar o Brasil pelo sul.  Ao receber uma resposta negativa, López declarou guerra à Argentina também em 19 de março de 1865, invadindo seu território. Após a invasão, Brasil, Argentina e Uruguai assinaram o "Tratado da Tríplice Aliança" em Buenos Aires.
Após os rápidos sucessos iniciais, o exército paraguaio logo começou a acumular uma série de derrotas: a frota naval foi destruída na batalha de Riachuelo, enquanto as tropas descendo ao longo do rio Uruguai que haviam conseguido chegar ao território brasileiro foram derrotadas no cerco de Uruguaiana.
O que restou do exército paraguaio recuou paro o seu território, perseguidos por forças aliadas invasoras na parte sul do Paraguai cuja invasão começou em abril de 1866 na campanha de Humaitá, imediatamente encontrando o aparato defensivo paraguaio centrado em quatro fortificações (o chamado "Quadrilátero") e visando obstruir o avanço em direção a Assunção tanto por terra quanto pelo rio Paraguai. Uma longa série de batalhas custou um enorme número de perdas em ambos os lados, até que chegaram a um impasse nas operações após a Batalha da Curupaiti. As doença fizeram mais vítimas do que os combates: uma epidemia de cólera foi acrescentada às condições precárias de saúde e alimentação.
O impasse das operações durou de setembro de 1866 a julho de 1867, quando foi quebrado por uma ofensiva aliada. No entanto, levou mais um ano para as fortificações serem ultrapassadas pela esquadra naval brasileira. Depois dessa ação, as forças paraguaias instalaram uma nova linha defensiva, muito mais próxima de Assunção, abandonando a anterior em agosto de 1868. A campanha de Humaitá, iniciada em maio de 1866, durou pouco mais de 2 anos.

## De Humaitá a Piquissiri

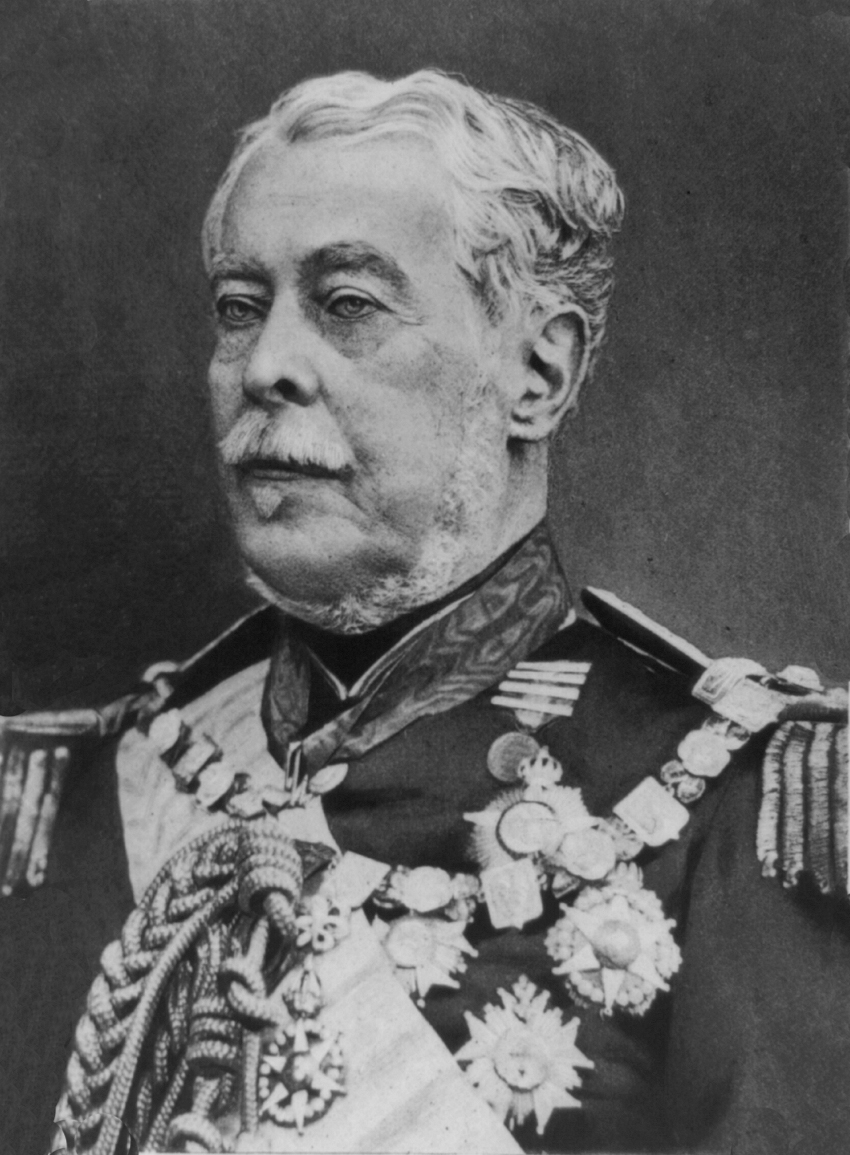
Luís Alves de Lima e Silva, Marquês de Caxias.

Diante do avanço naval brasileiro, o presidente López se limitou a preparar uma linha defensiva próximo ao rio Tebicuary, planejando um complexo defensivo muito mais próximo de Assunção, no córrego Piquissiri, onde foi instalado em setembro de 1868.
Nas fileiras aliadas, o marquês de Caxias, comandante do contingente brasileiro, pediu ao imperador Pedro II que pusesse fim à guerra; na verdade, o soberano estava convencido de que a estabilidade de sua coroa dependia de uma vitória completa e esmagadora que incluía a captura ou a morte de López, a instalação de um governo pró-brasileiro no Paraguai e a solução de todas as disputas fronteiriças a favor do império. No entanto, para satisfazer Caxias, que ele considerava um elemento indispensável para o sucesso das operações, Pedro II estabeleceu que os três exércitos aliados operariam no futuro sem qualquer centro unificado; essa decisão libertou o Brasil, que fornecia a grande maioria das tropas, de concentrar suas operações com os aliados. A medida tirou o comandante argentino, Juan Andrés Gelly y Obes, das decisões brasileiras, que Caxias considerava um aproveitador e que apenas estava interessado na continuação indefinida da guerra.

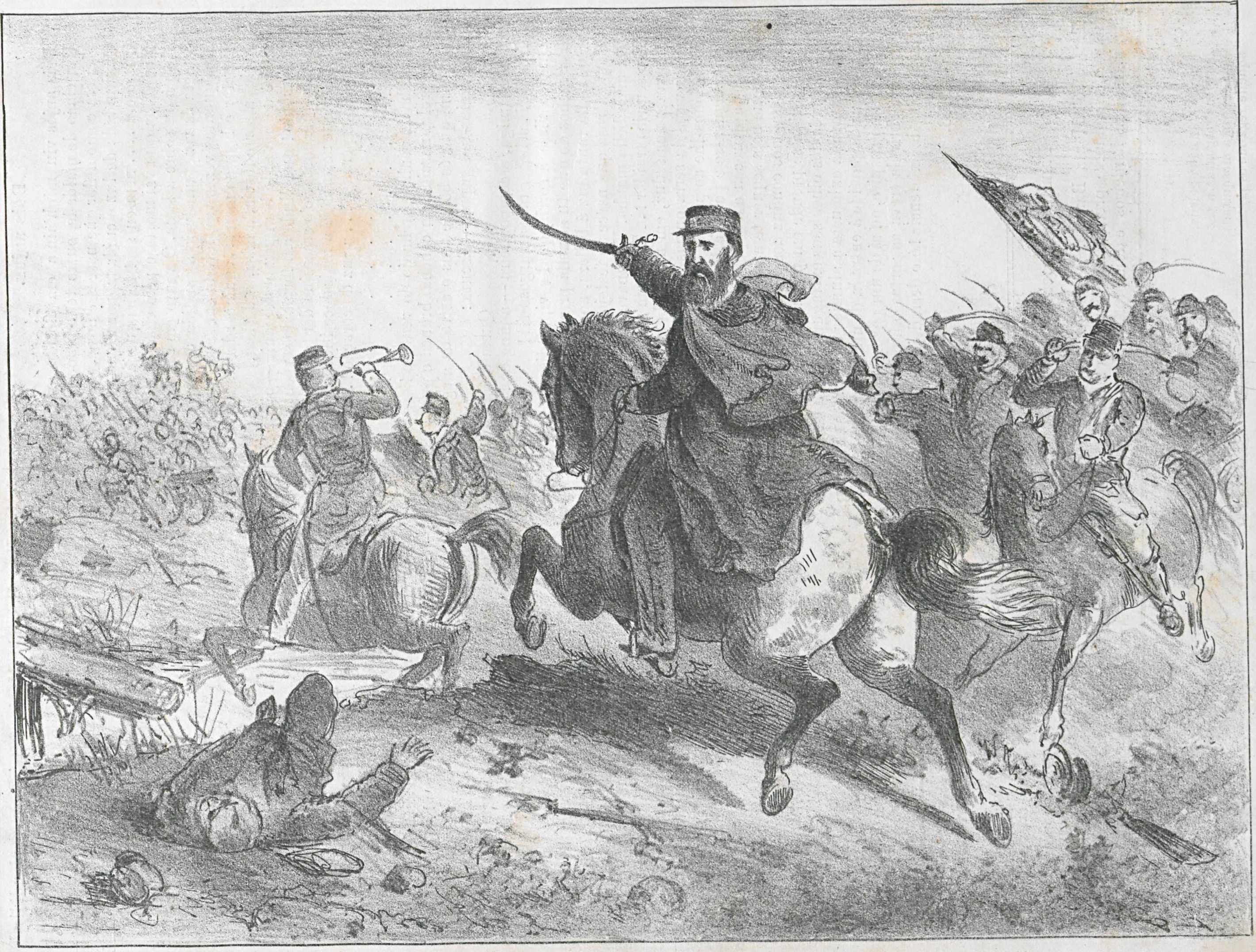
O Barão do Triunfo na passagem do Rio Surubí-hi (23 de setembro de 1868).

Em 19 de agosto, o exército brasileiro, seguido dos aliados, começou a marchar para o norte a partir das instalações de Humaitá, a pouca distância do rio Paraguai; depois de atravessar pântanos e riachos sob as chuvas tropicais e enxames de insetos, chegaram ao porto de Palmas, na margem sul do Piquissiri, no dia 24 de setembro. Houve imediatamente um combate pela posse de uma ponte sobre o córrego Surubí-i, que foi conquistado, no qual o Marquês teve que enfrentar pela primeira vez o desmantelamento de suas tropas.
De Palmas Caxias pudera ver as fortificações paraguaias: o avanço ao longo do rio Paraguai foi impedido por um novo núcleo de baterias costeiras na cidade de Angostura, enquanto o ataque frontal fora impedido pelas linhas defensivas construídas ao norte do Piquissiri e pelas inundações com torrentes, obstruída por uma barragem construída pelo exército paraguaio.
O limitado conhecimento geográfico aliado sobre o território do Paraguai possibilitou supor que o lago Ypoá servia como margem esquerda das fortificações defensivas; por essa razão, descartou-se a hipótese de contornar as posições paraguaias do leste. Uma das opções apresentadas ao exército aliado era contornar o lago, entrar em um território totalmente desconhecido e talvez povoado e depois atacar de lá Assunção; esse plano foi descartado porque as tropas atacantes teriam que se afastar muito e indefinidamente da frota do rio Paraguai, que não poderia dar nenhum apoio. 
Caxias optou por outra opção: transportar suas tropas para trás das linhas defensivas inimigas, na elevação do rio Paraguai. O marquês então abriu um caminho de 25 km na margem direita do rio, em plena Chaco , através do qual passava tropas, carroças e canhões. Após um mês de preparativos, as tropas brasileiras foram transportadas para o outro lado do rio, enquanto as tropas argentinas e uruguaias permaneceram em Piquissiri. Com uma marcha terrestre de 48 horas, os brasileiros chegaram à margem direita do rio na elevação das fortificações de Angostura; aqui eles foram novamente embarcados pela esquadra naval brasileira, que entretanto forçou a passagem, e transportou novamente na margem esquerda, perto da cidade de San Antonio.

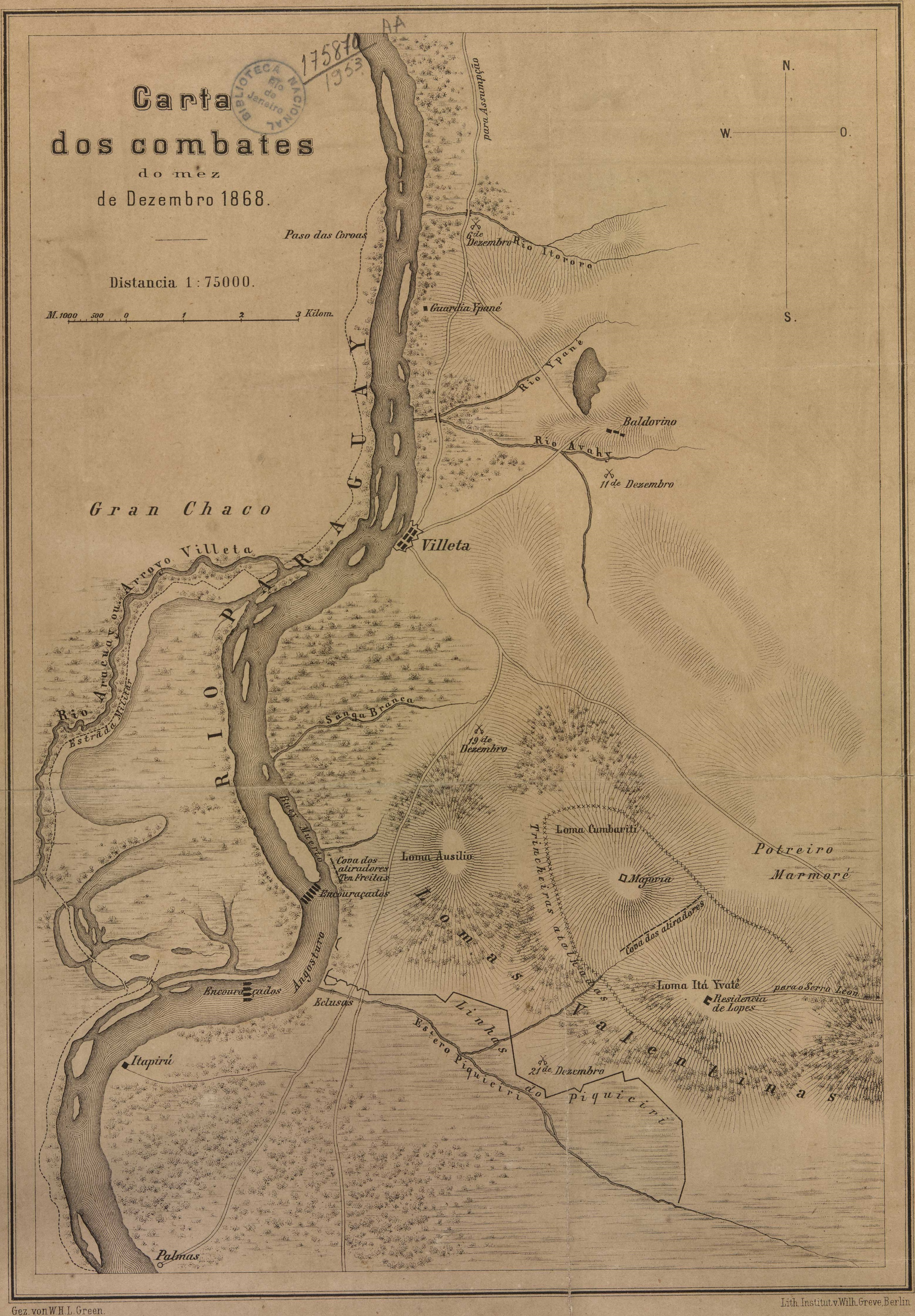
Carta dos combates do mês de dezembro 1868.

O desembarque ocorreu em 3 de dezembro de 1868, dando origem ao que os historiadores brasileiros chamam de Dezembrada: um exército de 18 600 homens deslocou-se para o sul para atacar atrás dos postos defensivos paraguaios no Piquissiri. 

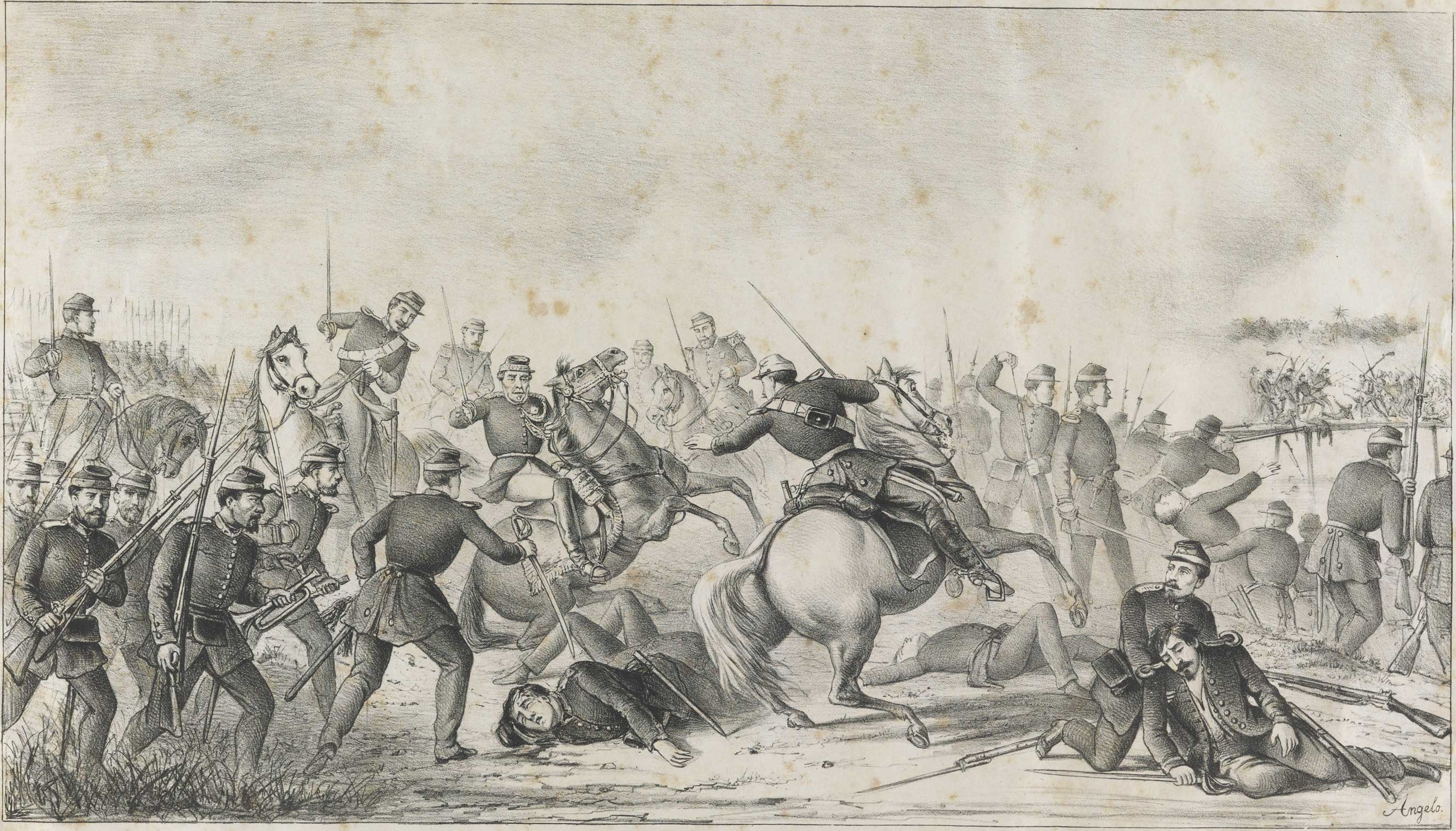
Batalha de Itororó (6 de dezembro de 1868).

Soldados paraguaios haviam repetidamente demonstrado que eram muito bons em assegurar uma posição, mas não tão hábeis em atacar; isso limitou López a apenas se defender. Embora o presidente paraguaio não tivesse repetido o erro em que havia caído várias vezes por atacar um exército numericamente superior, ele novamente dividiu seu exército para empreender ações menores. Seis quilômetros ao sul de San Antonio, uma rota costeira cruzava o arroio Itororó por meio de uma pequena ponte, onde 5 000 paraguaios, comandados pelo general Bernardino Caballero, aguardavam o exército invasor. Os homens de Caxias conseguiram tomar a ponte na batalha de Itororó em 6 de dezembro, embora os prejuízos tenham chegado a 3 000 homens, contra 1 200 paraguaios.
Cinco dias depois, López se voltou para os invasores com uma divisão de 5 600 homens sob o comando de Caballero. Desta vez a posição era mais difícil de defender e o exército paraguaio perdeu 3 600 homens na batalha de Avaí. Há testemunhos que indicam que muitos dos prisioneiros foram executados; além disso, 300 mulheres caíram nas mãos dos brasileiros, algumas das quais foram violentadas. Em Avai Caxias ficou desapontado com suas tropas, já que lhe custara muito evitar que fugissem diante do inimigo; ele culpou esta situação pela presença em suas fileiras de escravos libertados sem o conceito de "pátria". Não sem razão, já que foram libertados em troca de alistamento. Os mesmo achavam que após o fim da guerra voltariam à escravidão.

## Lomas Valentinas

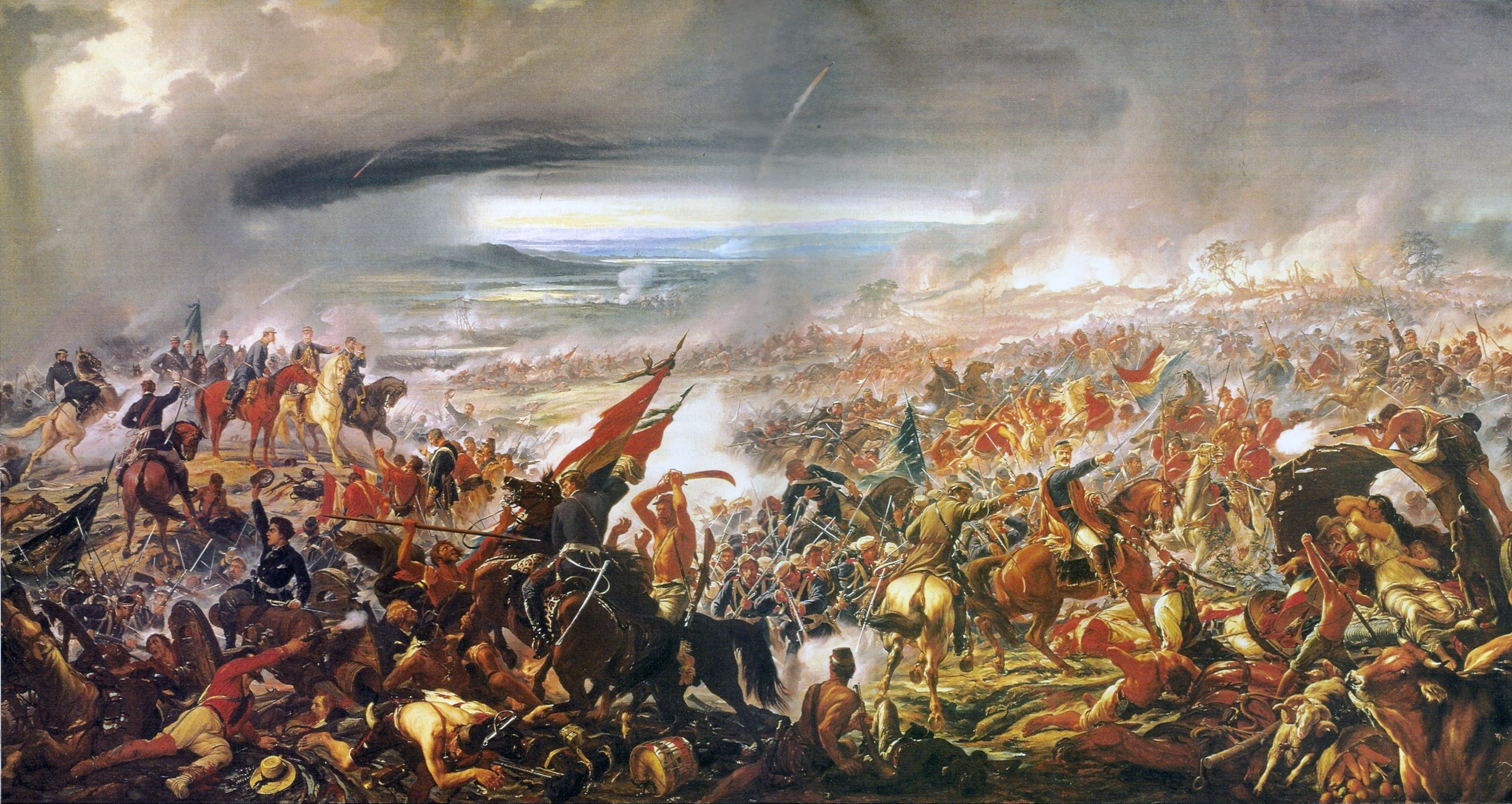
A batalha de Avai, pintura de Pedro Américo. Museu Nacional de Belas Artes, Rio de Janeiro

Continuando a avançar, Caxias ocupou Villeta, a pouca distância das posições de López. Este último reuniu seus homens em uma última posição defensiva nas Lomas Valentinas, ao norte do Piquissiri. Gelly y Obes avançou para o norte, encontrando uma parte das posições inimigas indefesas; isso permitiu-lhe chegar a Villeta também, passando entre as fortificações que cercavam a bateria de Angostura e as pequenas colinas chamadas Lomas Valentinas. 

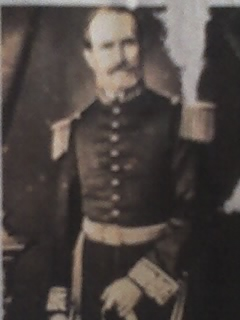
Juan Andrés Gelly y Obes

Um ataque de Gelly y Obes nas trincheiras de Piquissiri, com o objetivo de evitar que as forças paraguaias que os defendiam se retirassem de Lomas Valentinas, não pareceu ter o efeito desejado. Permaneceram no campo entre 2 500 e 3 000 homens, enquanto em Itá Ibaté, no centro do aparato defensivo paraguaio, concentraram-se entre 9.300 e 9.800 homens. Em 21 de dezembro, Caxias lançou um forte ataque às posições paraguaias na primeira batalha de Lomas Valentinas ou Itá Ivaté; As tropas paraguaias, no entanto, defenderam-se com grande eficácia, enquanto os brasileiros foram desbaratados e seu comandante, sem saída, teve que ordenar a retirada. 
No dia 24 de dezembro foi enviado um convite ao Presidente López com a assinatura conjunta de Caxias e Gelly y Obes, para a paz; ele prontamente a rejeitou, lembrando a seus inimigos que sua oferta de paz havia sido recusada dois anos antes em Yataítí Corá.
Depois da derrota sofrida, Caxias foi forçado a envolver novamente as forças argentinas e uruguaias nos planos para a próxima batalha.  Em 27 de dezembro, os aliados obtiveram uma vitória sangrenta na segunda batalha de Lomas Valentinas ou Itá Ivaté. A batalha terminou com o massacre dos derrotados, incluindo aqueles que haviam se rendido, a maioria deles agora adolescentes e idosos. Os paraguaios perderam 2 500 homens (1 500 mortos e 1 000 feridos), enquanto os aliados reclamaram da perda de 460 combatentes.
López conseguiu escapar durante a batalha sem ser perseguido pelos brasileiros, que controlavam a região agora. As causas dessa fuga de uma posição completamente cercada nunca foram apuradas, mas geralmente a culpa é atribuída a Caxias, atribuindo várias razões, desde o esgotamento físico e moral do comandante idoso até a submissão às ordens dadas por seus superiores na Maçonaria.
Uma série de lutas realizadas pelas forças argentinas lideradas pelo coronel Donato Álvarez foram o prelúdio do bombardeio maciço do núcleo de artilharia que permaneceu isolado em Angostura. Ao final de longas negociações, o comandante da praça, o tenente-coronel George Thompson, engenheiro britânico que havia sido contratado alguns anos antes por López e que até então era o arquiteto-chefe de todas as obras defensivas paraguaias, rendeu-se com os 1 700 homens sob seu comando. Depois da rendição, os brasileiros foram acusados de numerosas violências contra a população civil.
Nesse ínterim, a rendição repetidamente oferecida por Gelly y Obes foi finalmente aceita; em 22 de dezembro, foi nomeado comandante das tropas argentinas Emilio Mitre, irmão do ex-presidente, que no entanto assumirá a liderança apenas no início de 1869.

## A ocupação de Assunção

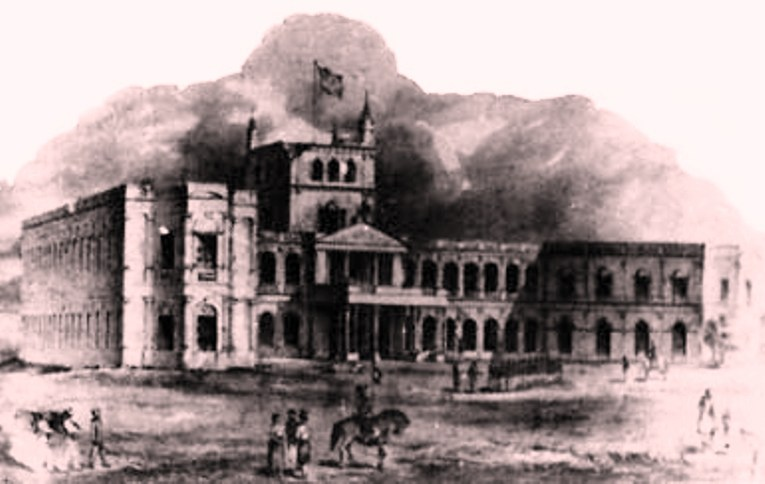
Quartel da Cavalaria Riograndense nome que o Palácio de Lopez recebeu durante a ocupação aliada de Assunção.

Na noite de 1º de janeiro de 1869, uma divisão brasileira iniciou a ocupação de Assunção, que permaneceu completamente indefesa e já havia sido evacuada pela maioria de sua população. Nos dias seguintes o resto do exército brasileiro entrou, acompanhado de alguns contingentes uruguaios; a cidade foi submetida a um violento saque. Nem mesmo igrejas, nem embaixadas estrangeiras foram salvas; a embaixada dos Estados Unidos da América foi particularmente afetada pela violência, provavelmente como uma retaliação ao fato do embaixador tentar uma mediação entre López e Caxias. 
O general argentino Emilio Mitre, no entanto, recusou-se a entrar em Assunção para "não ser cúmplice, com a presença da bandeira argentina ... dos escândalos sem precedentes e vergonhosos ... que ocorreram".
As forças de ocupação também tomaram posse de certas localidades, inclusive Luque, que havia sido declarada há um ano como nova capital do Paraguai por Francisco Solano López. As forças argentinas foram divididas entre Villeta e Nueva Burdeos, atual Villa Hayes, a frente de Assunção. Os uruguaios começaram a se retirar para seu país. 
O marquês de Caxias, que havia sido atingido por uma doença durante uma missa, abandonou a guerra em 19 de janeiro, depois de considerar que a mesma já havia sido encerrada. O general Guilherme Xavier de Souza o substituiu. Caxias será posteriormente nomeado Duque e ocupará os cargos de senador e depois de primeiro-ministro do Império do Brasil . 
Os ocupantes não se preocuparam em formar um governo independente no Paraguai até 15 de agosto de 1869 , quando um "governo temporário" ou Triunvirato foi formado nas ruínas de Assunção, composto por Cirilo Antonio Rivarola, Carlos Loizaga e José Antonio Bedoya. Esse governo foi imposto pelas autoridades militares brasileiras e foi formado por pessoas que participaram do exílio em conspirações contra os governos de López ou que se incorporaram aos exércitos aliados. Pouco depois, Bedoya e Loizaga renunciaram a seus deveres, deixando Rivarola sozinha como presidente.

## Campanha da Cordilheira

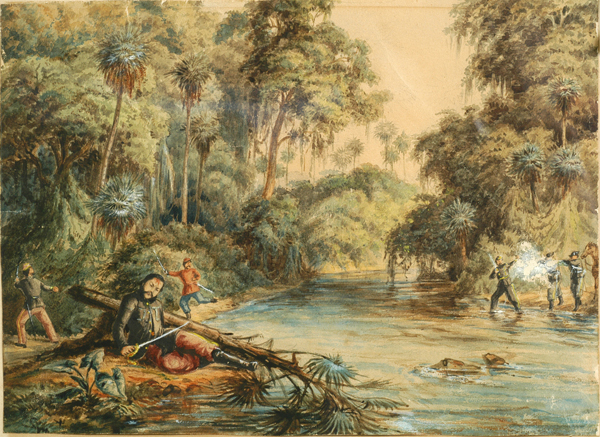
A morte de Francisco Solano López sobre o Rio Aquidabán (por Adolfo Methfessel).

O restante do exército paraguaio foi forçado a recuar para o nordeste, com López proclamando como sua capital em sucessão Piribebuy e Curuguaty. Na longa retirada para o interior, o exército foi destruído, agora integrado apenas por idosos e crianças. López, atingido por delírios de perseguição, executou 400 pessoas, incluindo dois de seus irmãos, acusados de conspirar contra ele.
No final, o presidente paraguaio, caçado pelo exército brasileiro, foi morto em 1º de março de 1870 na última batalha da guerra, a Batalha de Cerro Corá, no extremo norte do país.

## Consequências
No final da guerra, o Brasil obteve todos os territórios reivindicados, enquanto a Argentina incorporou os territórios em disputa com o Paraguai, que correspondem às províncias de Formosa e Misiones.
O resultado mais grave da guerra foi a perda da grande maioria da população paraguaia, que foi reduzida a 116 000 sobreviventes (a maioria mulheres e crianças) dos estimados 300 000 habitantes antes dos combates; Os historiadores paraguaios, no entanto, pressupõem uma população inicial no país muito maior.  Até mesmo os aliados tiveram um número muito alto de baixas na batalha: cerca de 100 000 soldados brasileiros e 10 000 argentinos.
Finalmente, o Paraguai viu sua prosperidade econômica destruída e caiu em um profundo atraso econômico, cultural e social.[carece de fontes?] O país foi forçado a pagar enormes indenizações de guerra e a tomar um empréstimo que levou muitas décadas para ser pago. Seu desenvolvimento industrial esboçado foi interrompido e desapareceu completamente.